# Tanguy Ndombele
Tanguy Ndombele Alvaro (Longjumeau, 28 dicembre 1996) è un calciatore francese di origini congolesi, centrocampista del Nizza.

## Biografia
Nasce a Longjumeau, in Francia, da genitori di origini congolesi.

## Caratteristiche tecniche
Giocatore molto duttile e dinamico, bravo sia tecnicamente che tatticamente, possiede buona abilità negli inserimenti offensivi. È stato schierato in tutti i ruoli centrali di centrocampo: da regista davanti alla difesa, da mezz'ala e anche in posizione più avanzata, alle spalle dell'unica punta in un 4-2-3-1.

## Carriera

### Club

#### Gli inizi, Amiens
Cresciuto nelle giovanili del Guingamp e dell'Amiens, debutta con la prima squadra dell'Amiens il 9 agosto 2016. Nella stagione 2016-2017 ottiene da assoluto protagonista la promozione in Ligue 1, tanto da venire nominato Miglior calciatore della Ligue 2 2016-2017. Il 5 agosto 2017 debutta nella massima serie francese, nella partita persa in trasferta per 0-2 contro il Paris Saint-Germain.

#### Olympique Lione
Durante il calciomercato estivo è conteso da moltissimi club, ma durante l'ultimo giorno, il 31 agosto, passa all'Olympique Lione in prestito oneroso a 2 milioni di euro, con diritto di riscatto fissato a 8 milioni. Impiegato come regista, diventa immediatamente uno dei punti di forza della squadra francese e alla fine della stagione viene riscattato dal Lione, con cui firma un contratto fino al giugno 2023.
La stagione successiva si conferma su ottimi livelli, concludendo con 1 rete in 34 partite e venendo inserito nella Top XI del campionato.

#### Tottenham
Il 2 luglio 2019 viene ufficializzato il suo passaggio al Tottenham per 62 milioni di euro più 10 di bonus (cinque milioni legati all'eventuale vittoria della Premier League e altri cinque alla centesima presenza con gli Spurs), che ne fanno l'acquisto più oneroso nella storia del club inglese.
Debutta con gli Spurs alla prima giornata nel successo per 3-1 contro l'Aston Villa, segnando il goal del momentaneo pareggio della squadra. Mette insieme 31 presenze, 2 gol e 2 assist in Premier League. La seconda stagione colleziona 33 presenze e 3 reti con la squadra che si concluderà al settimo posto, in questa stagione viene impiegato da José Mourinho come trequartista.
L'anno successivo, gioca sempre titolare la prima parte con Nuno Espírito Santo che lo utilizza come centrocampista. Con l'arrivo di Antonio Conte finisce ai margini della rosa.

#### Prestiti a Olympique Lione, Napoli e Galatasaray
Il 31 gennaio 2022 viene ceduto in prestito secco all'Olympique Lione fino al termine della stagione. Con la maglia del Lione gioca 11 partite andando in rete in 4 occasioni; in questo periodo di sei mesi viene impiegato sia come regista che come trequartista. A fine anno fa rientro al Tottenham, con Antonio Conte che lo conferma tra i fuori rosa.
Il 19 agosto 2022 viene ceduto in prestito oneroso al Napoli per 1 milione di euro (tra parte fissa e bonus), con diritto di riscatto fissato a 32,5 milioni di euro. Debutta per i partenopei nove giorni dopo, contro la Fiorentina, entrando al posto di Stanislav Lobotka nei minuti finali della partita. Il successivo 14 settembre, invece, segna il suo primo gol azzurro, in occasione della vittoria per 0-3 sul campo dei Rangers, valida per la seconda giornata di Champions League. Il 19 marzo 2023 realizza la sua prima marcatura in Serie A, in occasione del successo esterno per 0-4 sul Torino. Il 4 maggio seguente, in virtù del pareggio per 1-1 del Napoli contro l'Udinese, si aggiudica il primo scudetto della sua carriera. A fine stagione non viene riscattato dal club partenopeo, facendo quindi ritorno al Tottenham.
Il 4 settembre 2023 viene ceduto in prestito al Galatasaray. Con i turchi conquista la vittoria del campionato e della supercoppa; questo però non gli vale il riscatto al termine della stagione e, tornato in Inghilterra, il 12 giugno 2024 rescinde il proprio contratto con gli Spurs.

#### Nizza
Il 4 luglio 2024 torna di nuovo in Francia, sempre Ligue 1, firmando un contratto fino al 30 giugno 2026 con il Nizza.

### Nazionale
Esordisce con la Francia under-21 nell'amichevole del 1º settembre 2017 contro i pari età del Cile. Il 5 settembre seguente gioca nella gara di qualificazione agli Europei di categoria del 2019, vinta per 4-1 a Le Mans contro il Kazakistan.
Il 4 ottobre 2018 viene convocato per la prima volta in nazionale maggiore francese, con cui debutta sette giorni dopo nell'amichevole pareggiata per 2-2 contro l'Islanda, rilevando al 67' Paul Pogba.

## Statistiche

### Presenze e reti nei club
Statistiche aggiornate al 1º dicembre 2024
| Stagione                | Squadra                 | Campionato              | Campionato | Campionato | Coppe nazionali | Coppe nazionali | Coppe nazionali | Coppe continentali | Coppe continentali | Coppe continentali | Altre coppe | Altre coppe | Altre coppe | Totale | Totale |
| Stagione                | Squadra                 | Comp                    | Pres       | Reti       | Comp            | Pres            | Reti            | Comp               | Pres               | Reti               | Comp        | Pres        | Reti        | Pres   | Reti   |
| ----------------------- | ----------------------- | ----------------------- | ---------- | ---------- | --------------- | --------------- | --------------- | ------------------ | ------------------ | ------------------ | ----------- | ----------- | ----------- | ------ | ------ |
| 2016-2017               | Amiens                  | L2                      | 30         | 2          | CF+CdL          | 0+1             | 0               | -                  | -                  | -                  | -           | -           | -           | 31     | 2      |
| ago. 2017               | Amiens                  | L1                      | 3          | 0          | CF+CdL          | 0               | 0               | -                  | -                  | -                  | -           | -           | -           | 3      | 0      |
| Totale Amiens           | Totale Amiens           | Totale Amiens           | 33         | 2          |                 | 1               | 0               |                    | -                  | -                  |             | -           | -           | 34     | 2      |
| ago. 2017-2018          | Olympique Lione         | L1                      | 32         | 0          | CF+CdL          | 4+1             | 0               | UEL                | 10                 | 1                  | -           | -           | -           | 47     | 1      |
| 2018-2019               | Olympique Lione         | L1                      | 34         | 1          | CF+CdL          | 5+2             | 0               | UCL                | 8                  | 2                  | -           | -           | -           | 49     | 3      |
| 2019-2020               | Tottenham               | PL                      | 21         | 2          | FACup+CdL       | 2+0             | 0               | UCL                | 6                  | 0                  | -           | -           | -           | 29     | 2      |
| 2020-2021               | Tottenham               | PL                      | 33         | 3          | FACup+CdL       | 2+2             | 2+0             | UEL                | 9                  | 1                  | -           | -           | -           | 46     | 6      |
| 2021-gen. 2022          | Tottenham               | PL                      | 9          | 1          | FACup+CdL       | 1+3             | 0+1             | UECL               | 3                  | 0                  | -           | -           | -           | 16     | 2      |
| Totale Tottenham        | Totale Tottenham        | Totale Tottenham        | 63         | 6          |                 | 10              | 3               |                    | 18                 | 1                  |             | -           | -           | 91     | 10     |
| gen.-giu. 2022          | Olympique Lione         | L1                      | 11         | 0          | CF              | -               | -               | UEL                | 4                  | 1                  | -           | -           | -           | 15     | 1      |
| Totale Olyimpique Lione | Totale Olyimpique Lione | Totale Olyimpique Lione | 77         | 1          |                 | 12              | 0               |                    | 22                 | 4                  |             | -           | -           | 111    | 5      |
| 2022-2023               | Napoli                  | A                       | 30         | 1          | CI              | 1               | 0               | UCL                | 9                  | 1                  | -           | -           | -           | 40     | 2      |
| 2023-2024               | Galatasaray             | SL                      | 19         | 0          | CT              | 2               | 0               | UCL+UEL            | 4+1                | 0                  | ST          | -           | -           | 26     | 0      |
| 2024-2025               | Nizza                   | L1                      | 10         | 1          | CF              | 1               | 1               | UEL                | 4                  | 0                  | -           | -           | -           | 15     | 2      |
| Totale carriera         | Totale carriera         | Totale carriera         | 232        | 11         |                 | 27              | 4               |                    | 58                 | 6                  |             | -           | -           | 317    | 21     |

### Cronologia presenze e reti in nazionale
| Cronologia completa delle presenze e delle reti in nazionale ― Francia | Cronologia completa delle presenze e delle reti in nazionale ― Francia | Cronologia completa delle presenze e delle reti in nazionale ― Francia | Cronologia completa delle presenze e delle reti in nazionale ― Francia | Cronologia completa delle presenze e delle reti in nazionale ― Francia | Cronologia completa delle presenze e delle reti in nazionale ― Francia | Cronologia completa delle presenze e delle reti in nazionale ― Francia | Cronologia completa delle presenze e delle reti in nazionale ― Francia |
| Data                                                                   | Città                                                                  | In casa                                                                | Risultato                                                              | Ospiti                                                                 | Competizione                                                           | Reti                                                                   | Note                                                                   |
| ---------------------------------------------------------------------- | ---------------------------------------------------------------------- | ---------------------------------------------------------------------- | ---------------------------------------------------------------------- | ---------------------------------------------------------------------- | ---------------------------------------------------------------------- | ---------------------------------------------------------------------- | ---------------------------------------------------------------------- |
| 11-10-2018                                                             | Guingamp                                                               | Francia                                                                | 2 – 2                                                                  | Islanda                                                                | Amichevole                                                             | -                                                                      | 67’                                                                    |
| 16-10-2018                                                             | Saint-Denis                                                            | Francia                                                                | 2 – 1                                                                  | Germania                                                               | UEFA Nations League 2018-2019 - 1º turno                               | -                                                                      | 90+1’                                                                  |
| 16-11-2018                                                             | Rotterdam                                                              | Paesi Bassi                                                            | 2 – 0                                                                  | Francia                                                                | UEFA Nations League 2018-2019 - 1º turno                               | -                                                                      | 81’                                                                    |
| 20-11-2018                                                             | Saint-Denis                                                            | Francia                                                                | 1 – 0                                                                  | Uruguay                                                                | Amichevole                                                             | -                                                                      | 70’                                                                    |
| 4-6-2019                                                               | Nantes                                                                 | Francia                                                                | 2 – 0                                                                  | Bolivia                                                                | Amichevole                                                             | -                                                                      | 66’                                                                    |
| 11-6-2019                                                              | Andorra la Vella                                                       | Andorra                                                                | 0 – 4                                                                  | Francia                                                                | Qual. Euro 2020                                                        | -                                                                      | 64’                                                                    |
| 28-3-2021                                                              | Astana                                                                 | Kazakistan                                                             | 0 – 2                                                                  | Francia                                                                | Qual. Mondiali 2022                                                    | -                                                                      | 82’                                                                    |
| Totale                                                                 |                                                                        | Presenze                                                               | 7                                                                      |                                                                        | Reti                                                                   | 0                                                                      |                                                                        |

## Palmarès
- Campionato italiano: 1

Napoli: 2022-2023
- Supercoppa di Turchia: 1

Galatasaray: 2023
- Campionato turco: 1

Galatasaray: 2023-2024